# Ignácz Zoltán (katona)
Ignácz Zoltán (1976. július 22. – Fehérgyarmat közelében, 2008. június 20.) főhadnagy, a Magyar Légierő pilótája.

## Élete
2000-ben fejezte be a Bessenyei György Tanárképző Főiskolát, fizika-testnevelés szakon. 2005 és 2007 között tanult Kanadában az NFTC program keretében, majd Kecskemétre került az MH vitéz Szentgyörgyi Dezső 101. Repülődandár 1. harcászati repülőszázad állományába, mint repülőgép-vezető. Jak–52, Harvard II, Hawk, L–39 Albatros, L-159 típusú gépeken repült.
2008. június 20-án, a Fehérgyarmati Repülőtér közelében, egy kiképzésre használt L–39 Albatros géppel – Janicsek András alezredes, kiképzőpilótával a fedélzeten – a földhöz csapódott. Megpróbálkoztak a katapultálással, azonban ez – a kis magasság miatt – nem sikerült. (Az Albatros L-39 repülőgép mindkét pilótafülkéje VSZ1-BR1 katapultüléssel van felszerelve. Ez az ülés 150-től 700 km/h-ig tartó sebességhatárok között biztosítja a pilóták biztonságos katapultálását 0-tól 12000 m magasságig. Mégsem sikerült.) Az oktatóülés kirepült, az alezredest a gép mellett találták meg, míg őt a géptől körülbelül 20 méterre. Oktatójával együtt életét veszítette Július 2-án – katonai tiszteletadás mellett –, görögkatolikus egyházi szertartás keretében helyezték örök nyugalomra a rozsályi temetőben.